# Josef Schebesta
Josef Schebesta SVD (* 18. Januar 1885 in Groß Peterwitz, Landkreis Ratibor; † 6. Februar 1944 in der Bismarcksee) war ein deutscher römisch-katholischer Geistlicher, Steyler Missionar und Märtyrer.

## Leben
Josef Schebesta, Sohn eines Maurers und älterer Bruder des Steyler Missionars und Ethnologen Paul Schebesta, trat am 8. April 1899 im Alter von 14 Jahren in Neisse in das Missionshaus Heiligkreuz der Steyler Missionsschwestern ein, machte dort Abitur und begann am 10. September 1906 das Noviziat im Missionshaus St. Gabriel in Mödling, wo er am 1. November 1907 die Ersten Gelübde und am 7. September 1910 die Ewigen Gelübde ablegte. Am 29. September 1910 wurde er zum Priester geweiht.
Vom 7. August bis zum 22. September 1911 reiste er über Steyl in die Papua-Neuguinea-Mission. Ab 1913 wirkte er auf der Missionsstation Bogia, ab 1929 als Stationsleiter. Von 1913 bis 1942 veröffentlichte er ethnographische Aufsätze in der Ordenszeitschrift Anthropos. Daneben verfasste er eine Grammatik und Wörterbücher der Lokalsprachen. 
Nach der Besetzung Neuguineas durch die japanischen Invasionstruppen 1942 wurde er zusammen mit Bischof Franziskus Wolf und zahlreichen Mitbrüdern und Missionsschwestern in einem Sammellager auf der Vulkaninsel Manam interniert, wo sie unter primitivsten Umständen vegetierten, an Unterernährung litten und an Malaria erkrankten. Am 5. Februar 1944 gingen sie unter Protest auf das japanische Transportschiff Yorishime Maru, das am 6. Februar nachts von der amerikanischen Luftwaffe angegriffen wurde. Es starben 46 Menschen sofort, darunter auch Josef Schebesta. Eine Gedenkstätte befindet sich in Alexishafen.

## Gedenken
Die Römisch-katholische Kirche in Deutschland hat Pater Josef Schebesta als Märtyrer in das deutsche Martyrologium des 20. Jahrhunderts aufgenommen.

## Veröffentlichungen (Auswahl)
- Vier Sagen in der Sepa-Sprache (Neuguinea). In: Wiener Zeitschrift für die Kunde des Morgenlandes 38, 1931, S. 249–262.
- Dictionary of "Bisinis-English" (Pidgin-English). Hrsg. Leo Meiser. 1945.  Institut für Deutsche Sprache, Bibliothek, Mannheim 2016.